# Melissoptila carinata
Melissoptila carinata är en biart som beskrevs av Urban 1998. Melissoptila carinata ingår i släktet Melissoptila och familjen långtungebin. Inga underarter finns listade i Catalogue of Life.